# Dofí d'estuari atlàntic
El dofí d'estuari atlàntic o dofí geperut atlàntic (Sousa teuszii) és una espècie de dofí oceànic (família Delphinidae). Els dofins adults solen ser blancs o grisos. Els adults mesuren 2-3,5 metres i les cries un metre. Els adults pesen una mitjana de 150-230 quilograms. Viu a la costa de l'Àfrica occidental, des del Gabon al sud fins al Sàhara Occidental al nord.